# Beach Youth
Beach Youth est un groupe d'indie pop français, originaire de Caen, en Normandie.

## Biographie
Les quatre membres de Beach Youth se rencontrent en 2014, via des petites annonces publiées sur Internet. Étienne Froidure et Simon Dumottier (chant et guitare) se lient d'amitié autour de leurs influences musicales communes, puis sont rejoints par Gautier Caignaert (batterie) et Louis-Antonin Lesieur (basse). C'est en 2015 qu'ils prennent officiellement le nom de Beach Youth, un clin d'œil aux plages de leur région natale. 
Le succès de leur premier single, Days, les propulse sur la scène du Petit Journal diffusé sur la chaîne télévisée Canal + en 2016. Le titre figure au classement Billboard Hot 100 et illustre une publicité 7 Up diffusée au Moyen-Orient.
Singles, un EP compilant les premiers singles du groupe, sort en 2017. Les Inrockuptibles, Le Figaro, ou encore Tsugi recommandent alors l'opus dans leurs colonnes. L'année suivante, Beach Youth figure dans le Top 100 du dispositif Société Ricard Live Music. En 2019 sort Second, le second EP du groupe. Classroom, le premier single, entre en playlist sur la BBC. L'été de la même année, le quatuor se produit au Festival Beauregard. Leur performance est alors commentée par le magazine britannique NME.
En juillet 2020, le groupe sort le titre Two Bedrooms via les labels Shelflife Records, Music from the Masses et WeWant2Wecord. Le 16 avril 2021, le groupe sort l'album Postcard, album enregistré en août 2019.

## Concerts
Beach Youth s'est produit sur de nombreuses scènes depuis ses débuts, en France, en Angleterre et en Allemagne : Nördik Impakt (2014), The Lexington (2014), Festival Papillons de Nuits (2015), Les Rendez-Vous Soniques (2016), L'Armada de Rouen (2016, 2019), Paris PopFest (2018), Festival Beauregard (2019), et aux côtés d'artistes renommés : Mac DeMarco, Idles, Motorama, Lauren Auder, Allo Darlin, Go-Kart Mozart, Naive New Beaters...

## Membres
- Étienne Froidure — chant, guitare
- Gautier Caignaert — batterie
- Louis-Antonin Lesieur — basse
- Simon Dumottier — chant, guitare